# 澤列諾庫姆斯克
44°24′25″N 43°52′50″E / 44.40694°N 43.88056°E
澤列諾庫姆斯克（俄语：Зеленоку́мск）是俄羅斯斯塔夫羅波爾邊疆區的一個城市，位於庫馬河畔。2002年人口40,340人。

## 歷史
1762年建立。1965年設市，改為今名。